# Pegasusbrug
Pegasusbrug is de erenaam die de Britse genie na 26 juni 1944 gaf aan een rolhefbrug van het Scherzer-type uit 1934 over het Kanaal van Caen nabij het dorp Bénouville in departement Calvados, Normandië, Frankrijk. De brug was tot die datum uitsluitend bekend als Caenkanaal- of Bénouville-brug. Het was een belangrijk in te nemen doel voor een eenheid van de de Britse 6e Luchtlandingsdivisie voorafgaand aan de landingen op D-Day, 6 juni 1944. De actie ving aan met de landing met zes Horsa-zweefvliegtuigen bij nacht. De kanaalbrug verkreeg de naam Pegasus, omdat de Britse luchtlandingstroepen het vliegende paard Pegasus als schouderembleem hadden.

## Tweede Wereldoorlog

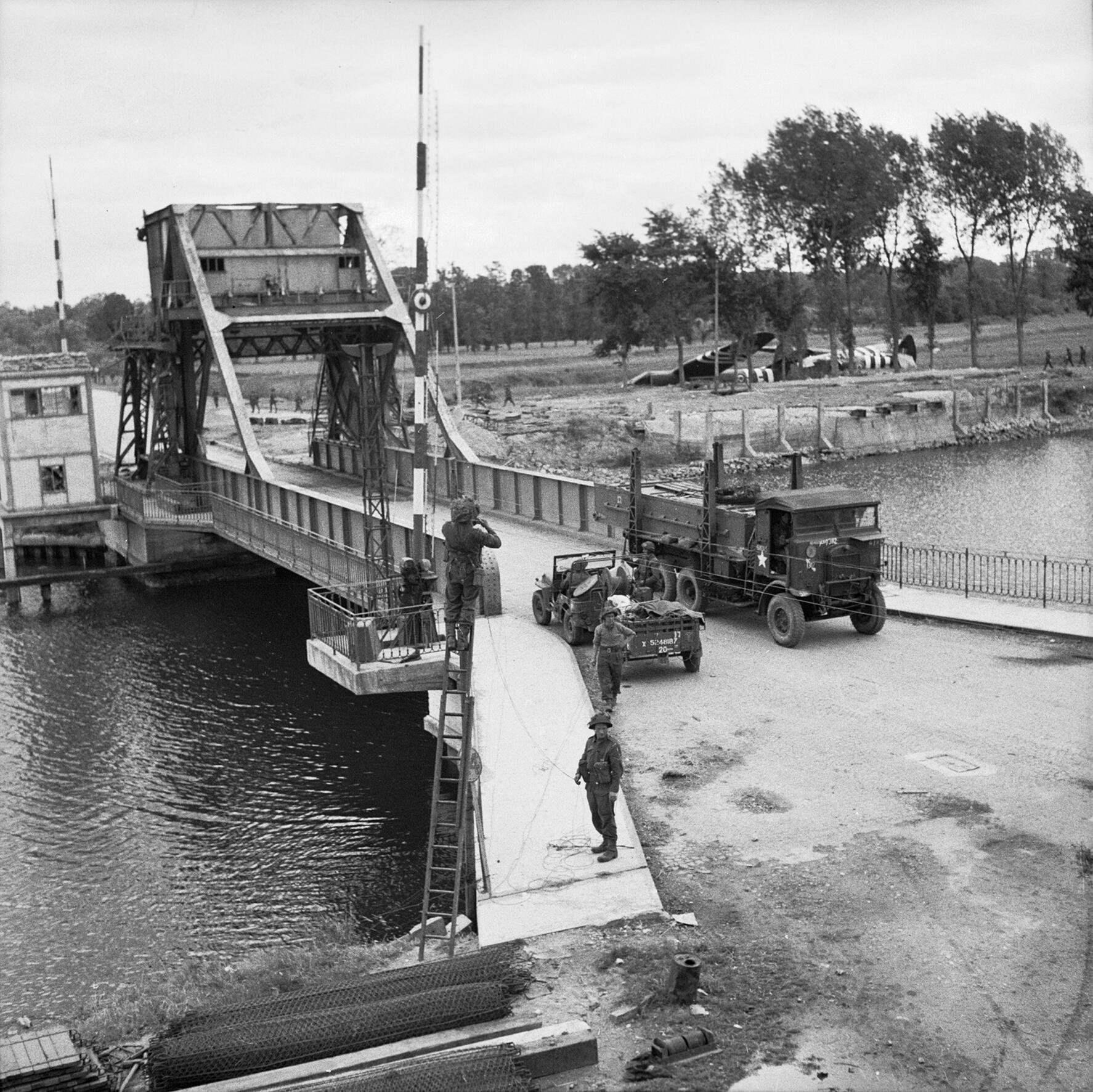
De brug enkele dagen na de verovering; zie de Horsa zweefvliegtuigen onder de bomen

De aanval op de kanaalbrug maakte deel uit van Operatie Tonga en werd geleid door majoor John Howard. Hij had twee opdrachten: de kanaalbrug veroveren en de brug over de Orne die 360 meter verderop lag bij (Bas de) Ranville. Zijn eenheid zou op D-Day als eerste met de Duitsers in gevecht zijn. Het codebericht aan bij Ranville gelande  parachutisten voor succesvolle verovering van beide bruggen zou luiden als Ham and Jam.
Voor de verovering van de twee bruggen beschikte Howard over zes pelotons van het 2e Bataljon Ox en Bucks en 30 geniesoldaten van het 249ste compagnie Royal Engineers. In totaal namen aan de aanval 181 manschappen deel inclusief de piloten. De troepen waren verdeeld over zes gesleepte Horsa zweefvliegtuigen. Het eerste steeg op 5 juni 1944 om 22.56 uur (Britse Dubbele Zomertijd = 21:56 Duits-Normandische tijd) op en het laatste om 23.01 uur. Om 00.07 uur 6 juni 1944 (Britse tijd) vloog het eerste toestel al boven de kust van Frankrijk. Op 1800 meter werden de sleepkabels losgegooid. Het eerste vliegtuig landde op 42 meter van de brug. Drie andere vliegtuigen landden daar zeer dichtbij. De bruggen moesten worden veroverd en daarna verdedigd tot aflossing zou arriveren.
De inname van het geheel duurde minder dan een kwartier. Verwacht werd een bezetting van vijftig man van het Duitse bruggengarnizoen, maar er waren er niet meer dan achttien aanwezig en de meesten daarvan sliepen in de versterkte manschapsverblijven. Onder hen waren enige Polen in dwangdienst (maar eufemistisch Hilfsfreiwillige of Hifi's genoemd) alsook enkele Italiaanse dwangarbeiders. Een kleine bunker aan de weg bij de brug werd onschadelijk gemaakt door er fosfor- en handgranaten in te werpen. Terwijl een dozijn mannen van het eerste peloton over de brug rende, werden zij onder vuur genomen met een mitrailleur. Pelotonscommandant Den Brotheridge sneuvelde toen hij net de brug over was. Hij wordt genoemd als de eerste geallieerde dode tijdens een gevecht op D-day, maar per parachute boven Frankrijk gedropte SAS-agenten sneuvelden al eerder die nacht. Twee bejaarde Franse burgerwachten werden nabij de kanaalbrug gedood door Brits vuur. De eigenaar van het toenmalige café Picot die buiten stond, werd neergeschoten door een daar schuilende Duitser.
Nadat de Britten de brug veroverd hadden vonden ze wel bedrading voor het opblazen van de brug, maar geen explosieven. Gedurende de eerste nacht en de dag erop waren er diverse kleine aanvallen door Duitsers die werden afgeslagen. Rond 01.30 's nachts werd bijvoorbeeld een gepantserd halfrupsvoertuig bewapend met een kanon door sergeant Charles Thornton met een PIAT-antitankwapen in brand geschoten. Waarschijnlijk was het een Duits Demag-type, maar volgens een after battle-rapport van het Glider Pilot Regiment betrof het een Franse half-track. Dat is onwaarschijnlijk: het voertuig voerde een sjabloon van een palmboom op een portier, zoals gezien is bij daglicht op D-Day-ochtend door een Britse ooggetuige, en het moet dus behoord hebben tot de 21e Pantserdivisie die voorheen in  Noord-Afrika aanwezig was, maar nu nabij Caen gelegerd. Het wrak van dit voertuig versperde op een kruising de toegangsweg vanuit Caen door Bénouville heen naar zowel de beide bruggen als naar de Kanaalkust.
Omstreeks 01.00 uur voegden mannen van de 5e Parachutebrigade zich bij de troep van majoor Howard en na de middag van D-Day kwamen hier commando's  van de 1e Special Service Brigade van brigadegeneraal Simon the Lord Lovat langs. Het café Gondrée nabij de kanaalbrug op de westelijke oever was de locatie waar gewonden werden verzorgd. Tijdens de bruggenactie (coup-de-main) vielen twee Britse doden en vijf gewonden.
De mannen uit twee Horsa’s van drie die moesten landen bij de Ornebrug bij Ranville, veroverden tegelijkertijd bijna zonder tegenstand die brug. De Duitsers waren gevlucht, een werd gedood. Hierna werd het codebericht Ham and Jam verzonden om aan te geven dat de operatie geslaagd was.
Ter ere van de Britse luchtlandingstroepen werd de brug over het kanaal van Caen vanaf 26 juni 1944 door Britse genie en met toestemming van generaal Richard Gale, bevelhebber der 6e Luchtlandingsdivisie de Pegasusbrug genoemd. De brug over de Orne werd lang na de oorlog omgedoopt tot Horsa Bridge, die naam is veel minder bekend geworden.

## Museum

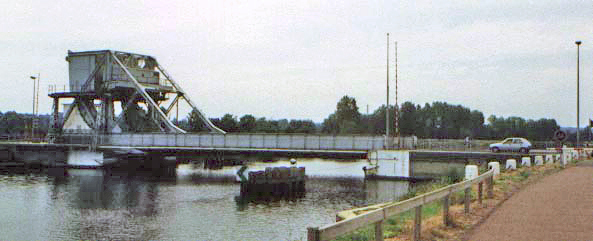
De oude Pegasusbrug

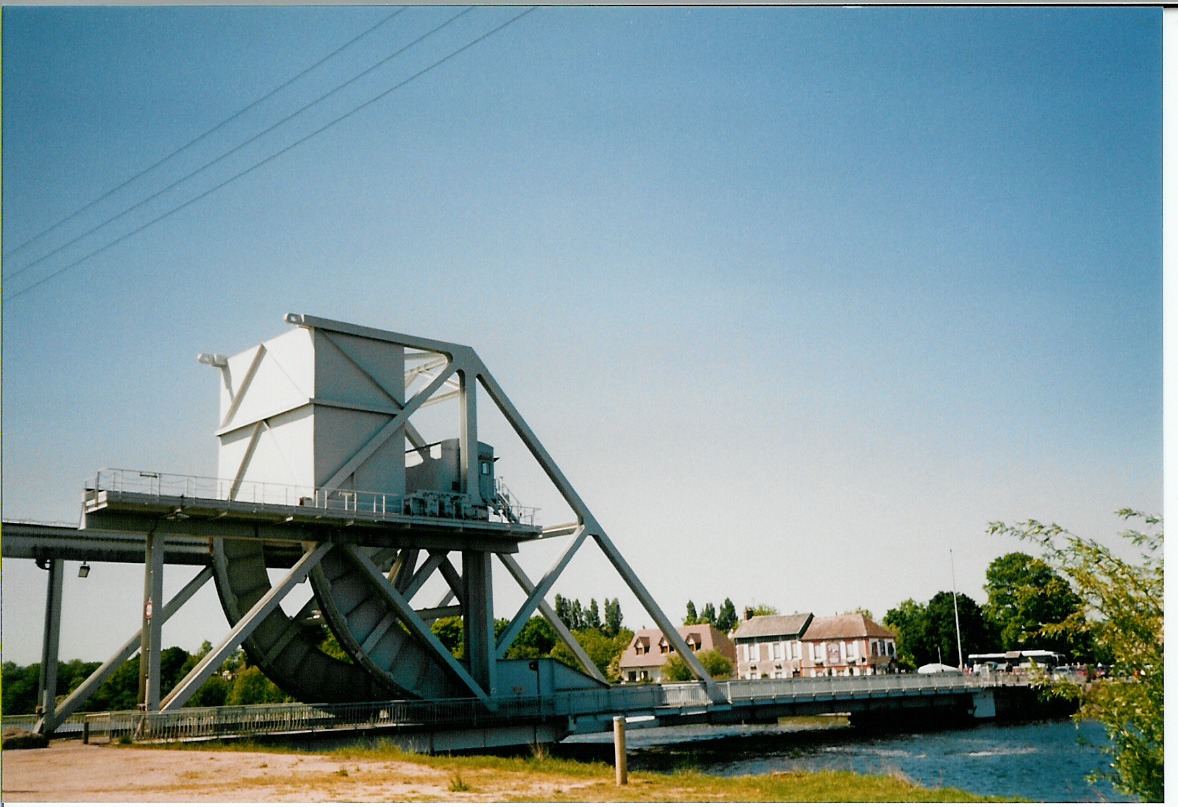
De brug na 1994

Het Musée Mémorial Pegasus, een museum om de gebeurtenissen van 1944 te herdenken, werd in de onmiddellijke nabijheid van de Pegasusbrug opgetrokken. Het meest prominente item van het museum is de authentieke rolhefbrug zelf. In 1994 is de originele brug in zijn geheel vervangen door een modernere brug. Deze nieuwe brug heeft het uiterlijk van en werkt volgens hetzelfde principe als de oude brug. De oude brug was te smal en was niet sterk genoeg voor zwaar verkeer. De Franse overheid wilde de brug slopen, maar Britse veteranen wisten hem voor het symbolische bedrag van een pond te kopen. De brug lag zes jaar lang in het open veld, terwijl er geld werd ingezameld om hem op te stellen als museaal object. Het museum schenkt ook aandacht aan het systeem van de baileybrug. In het museum worden zaken tentoongesteld die betrekking hebben op de Brits-Canadese luchtlandingsoperatie van D-Day. Zo zijn er onder meer uniformen en medailles te zien van mannen die er aan deelnamen. Een onderdeel van een dergelijke brug ligt op bij het museum. Ook zijn er wrakstukken en een replica van een Horsa-zweefvliegtuig te zien.

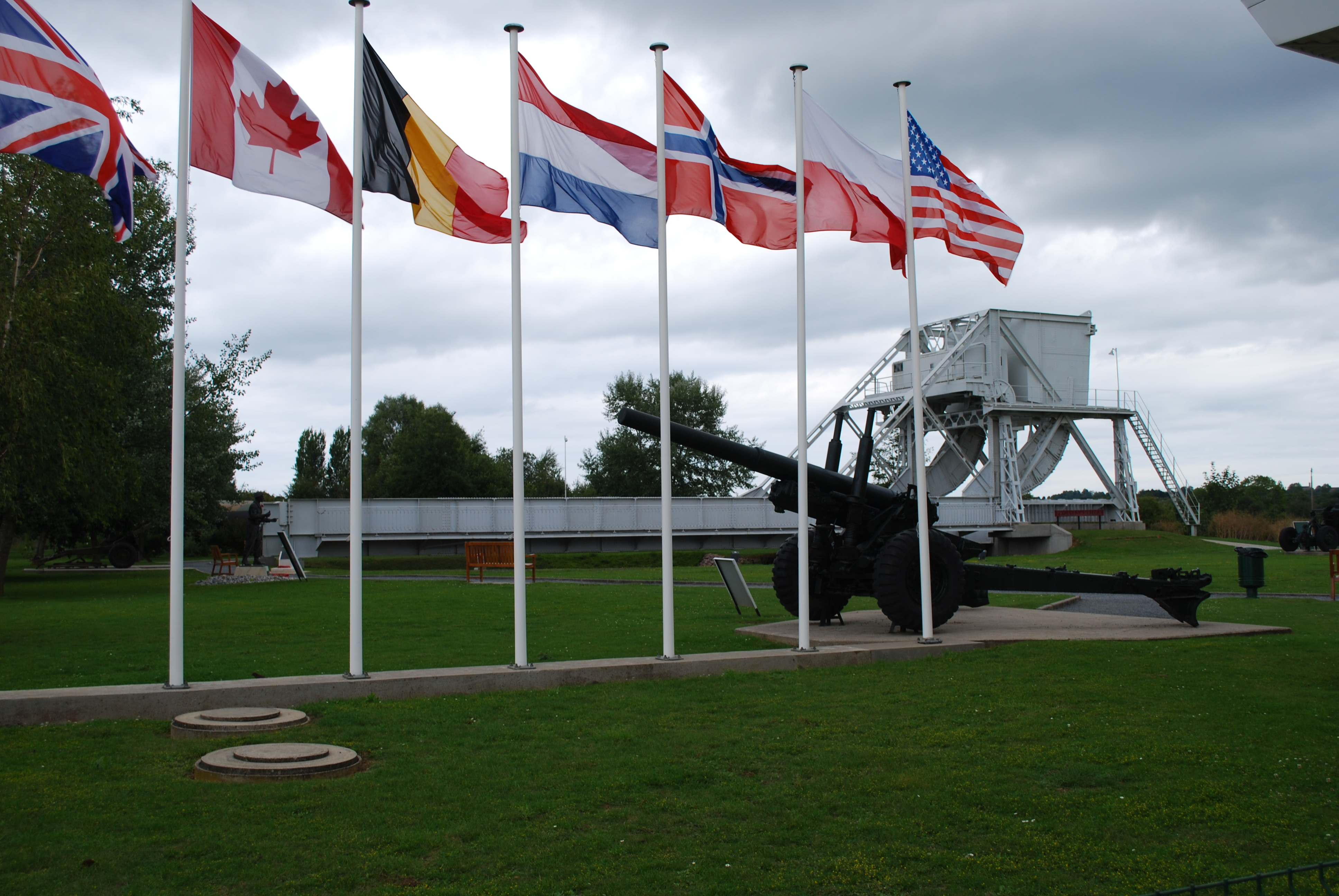
De originele brug in het museum

Aan de brug staan meerdere monumenten waaronder een buste van majoor John Howard.

## Media
De activiteiten rond de Pegasusbrug op D-day zijn verfilmd in de film The Longest Day. De rol van Majoor Howard wordt daarin gespeeld door Richard Todd die in 1944 zelf bij de Pegasusbrug vocht. Hij was officier van het 7e Parachutebataljon dat zowel de kanaalbrug, Bénouville alsook Le Port verdedigde op D-Day.
In computerspellen als Call of Duty en Battlefield 1942 komt deze aanval voor.